# Villarrín de Campos
Villarrín de Campos es un municipio español de la provincia de Zamora, en la comunidad autónoma de Castilla y León.

## Ubicación

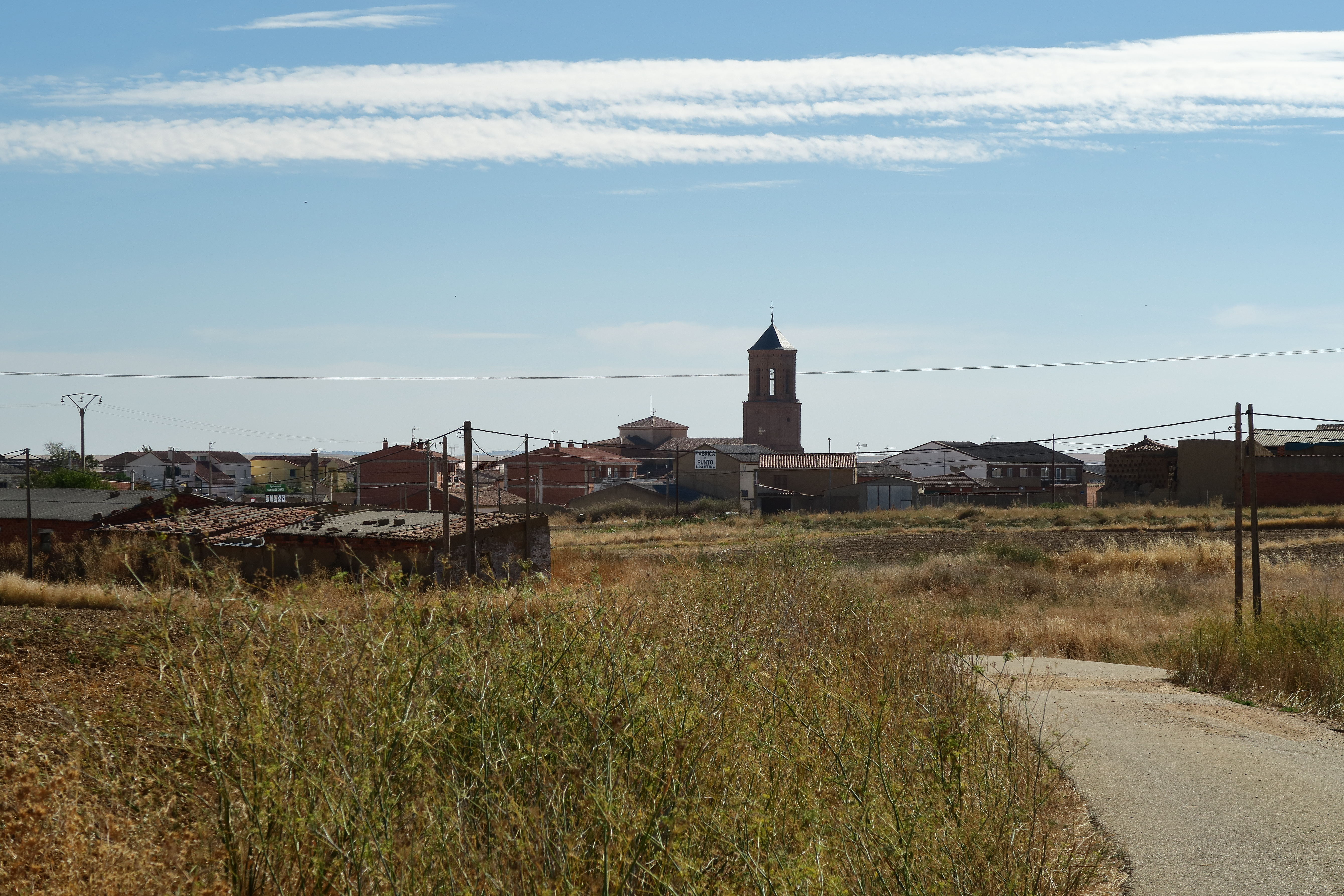
Panorámica de Villarrín de Campos.

El municipio se encuentra situado en la comarca de Tierra de Campos, a unos 36 km de Zamora, la capital provincial, y 33 km de Benavente.

### Naturaleza
El término municipal, incluido en la reserva natural de Lagunas de Villafáfila, engloba en su interior numerosas lagunas de gran valor ecológico, como las de las Salinas, San Pedro, Villardón, etc. El río Salado tiene su nacimiento en este término, debido al desagüe de las lagunas. En las proximidades de la laguna de San Pedro, se encuentra un área recreativa dotada de mesas, fuente, barbacoa y diversos paneles informativos sobre la importancia de este espacio natural, así como un observatorio de aves.

## Historia

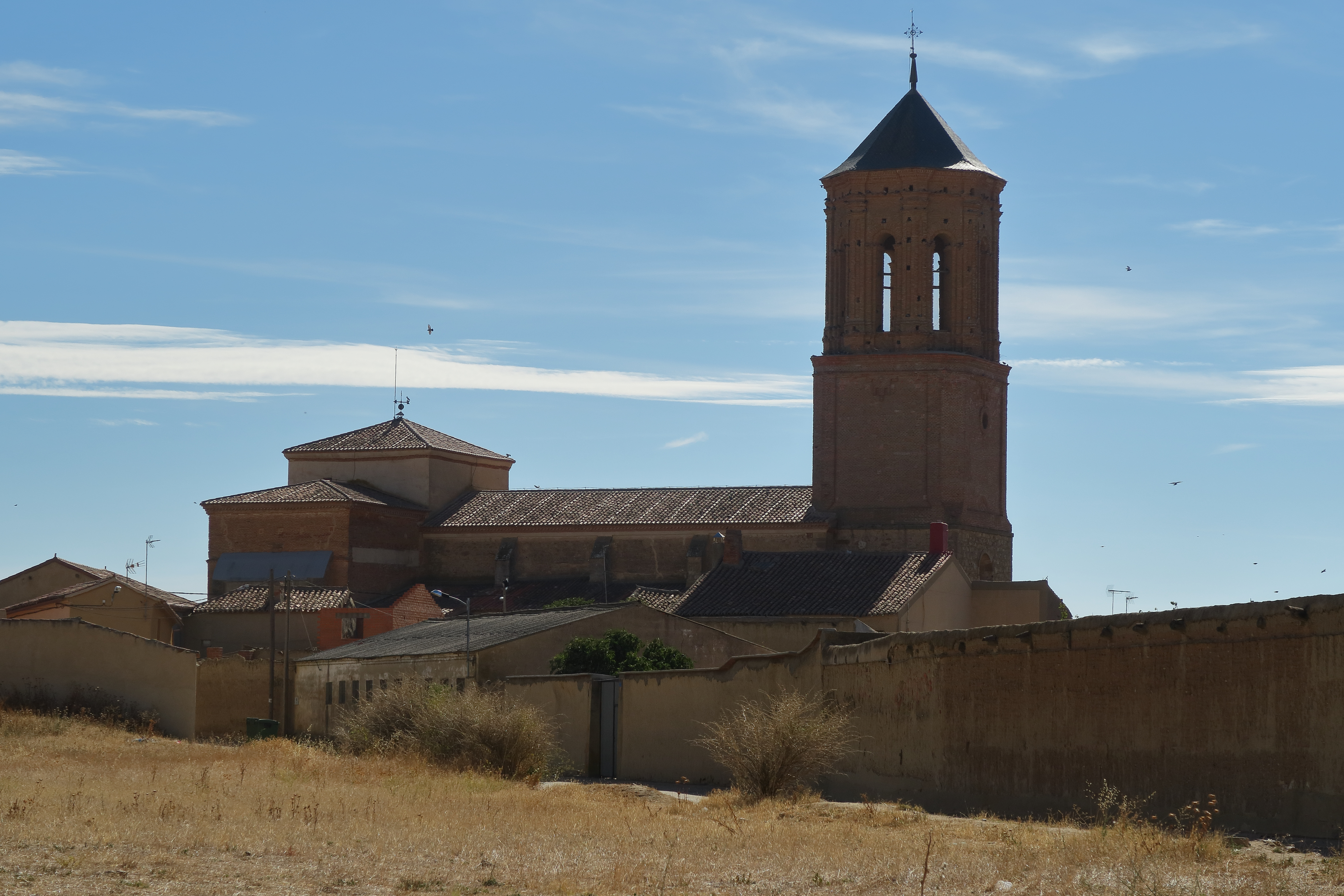
Iglesia de Nuestra Señora de la Asunción.

Los yacimientos de «San Tirso», «Pozuelos», «San Pedro» y «Villardón» presentan restos calcolíticos y romanos que nos indican la antigüedad de este poblamiento. Durante la Edad Media, la riqueza de las salinas atrajo mucha población y convirtió esta comarca en un lugar muy apetecible para la Iglesia. El conde Pedro Ordóñez donó en 1077 sus pausatas en Villarrín al Obispo de León.
El Monasterio de Moreruela fue uno de los grandes propietarios de terreno en el término, precisamente para el aprovechamiento de las salinas. Las crisis demográficas y la conquista de nuevos territorios con salinas se tradujo en un paulatino desinterés por la explotación salinera, con el consiguiente despoblamiento de sus aldeas que, con el tiempo, se fueron integrando en el término de Villarrín, como San Pedro Muélledes (que pertenecía a la Encomienda de Castrotorafe), San Tirso, Maladones, Falornia, Gamonal, Negrela y Oterino.
A finales del siglo XIV Villarrín pertenecía al marqués de Astorga por herencia de su esposa, Mencia de Guzmán, cuando algunos despoblados y ermitas próximas ya estaban integrados en el término.
Finalmente, al crearse las actuales provincias en la división provincial de 1833, Villarrín quedó encuadrado en la provincia de Zamora, dentro de la Región Leonesa, la cual, como todas las regiones españolas de la época, carecía de competencias administrativas. Tras la constitución de 1978, este municipio pasó a formar parte en 1983 de la comunidad autónoma de Castilla y León, en tanto que pertenecían a la provincia de Zamora.

## Clima
Villarrín de Campos tiene un clima mediterráneo continentalizado, de primaveras y otoños suaves, frescos y húmedos, con veranos cortos, secos y muy cálidos e inviernos largos, algo húmedos y muy fríos con heladas frecuentes. La temperatura media en los meses invernales se sitúa sobre los 4 °C, y en los meses estivales sobre los 22 °C. Las precipitaciones se encuentran entre los 450 y 500 mm anuales.

## Geografía humana

### Demografía
Cuenta con una población de 415 habitantes (INE 2024).
| Gráfica de evolución demográfica de Villarín de Campos entre 1842 y 2021 |
| |
| Población de derecho según los censos de población del INE Población de hecho según los censos de población del INEEn estos censos se denominaba Villarrín de Campos: 1842, 1857, 1860, 1877, 1887, 1897, 1900, 1910, 1920, 1930, 1940, 1950 y 1960 |

## Economía local

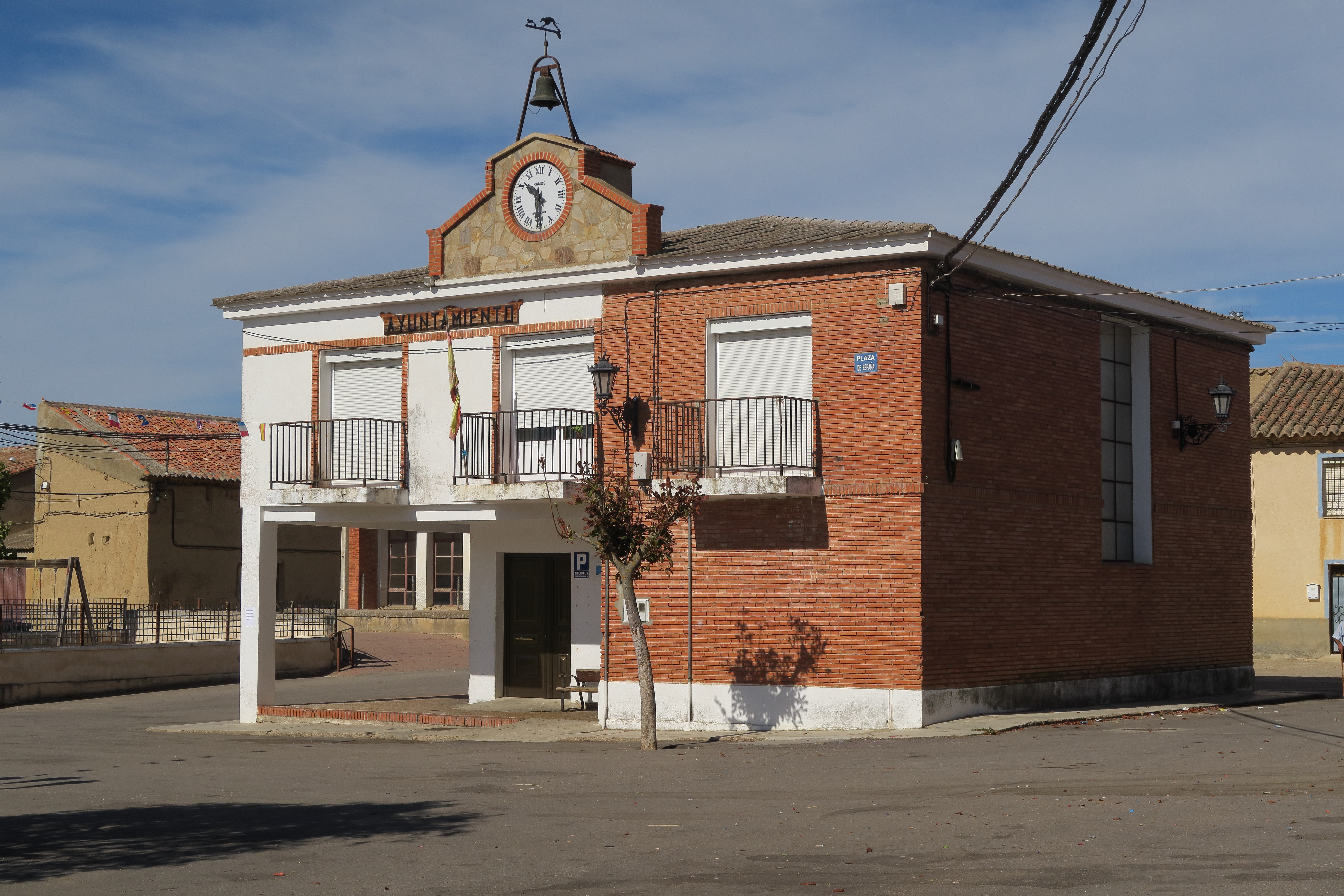
Casa consistorial.

Villarrín de Campos contaba con una pequeña industria textil y también con una láctea de gran tradición, las dos se han trasladado al pueblo de Coreses, dejando solo una parte testimonial en Villarrín.

## Fiestas
Santísimo Cristo de los Afligidos, el último domingo de septiembre.

## Monumentos

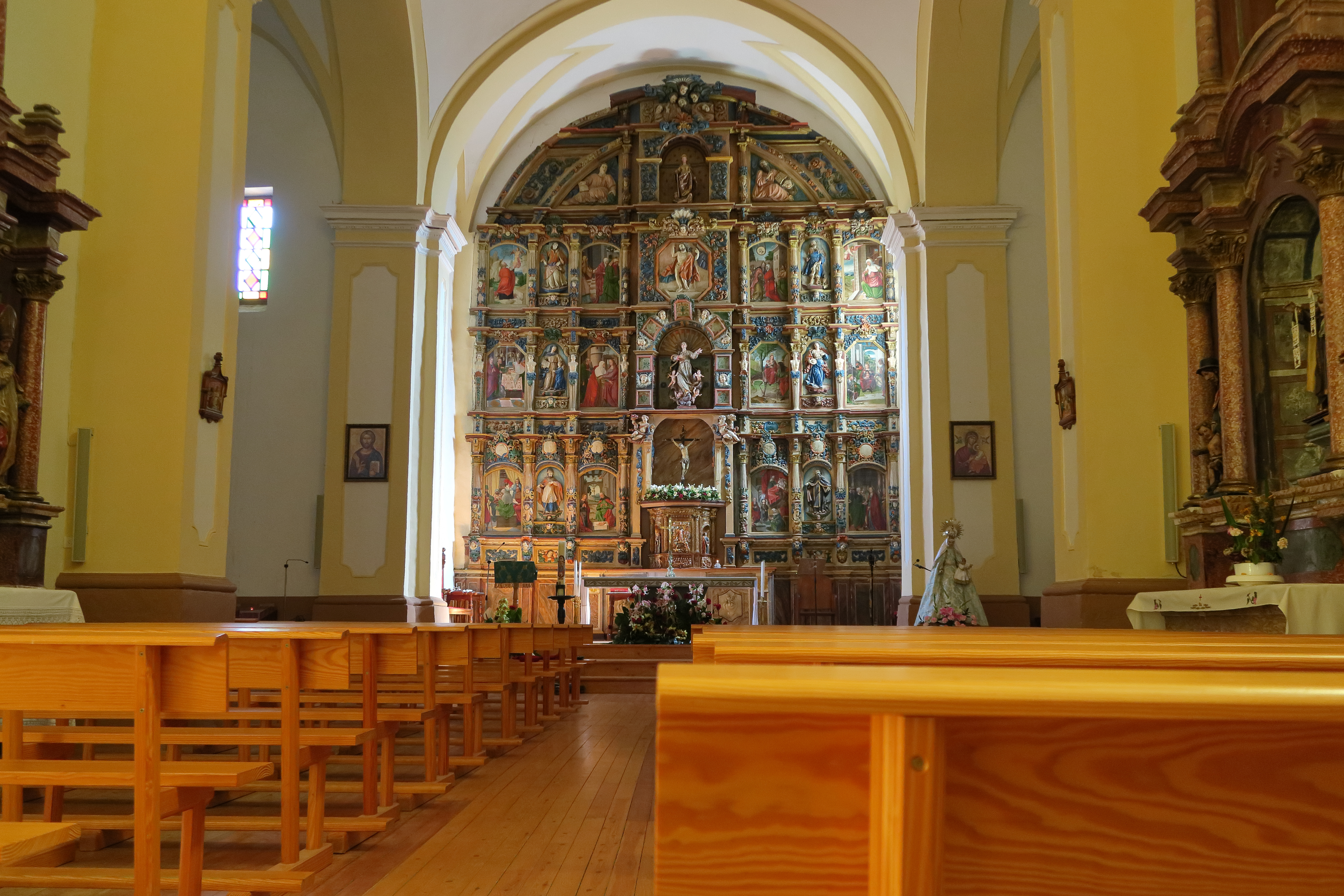
Retablo de la iglesia de Nuestra Señora de la Asunción

La iglesia de Nuestra Señora de la Asunción, de estilo renacentista, tiene planta de cruz latina y cuenta con una torre a sus pies. En su interior, se encuentra el Cristo de los Afligidos (que ya se hallaba en 1414 en el templo) y doce tablas, que forman el retablo mayor, de influencia flamenca y borgoña del siglo XVI, y que representan la vida del Señor y la Virgen.

## Construcciones típicas
Al igual que en el resto de la comarca de Tierra de Campos, en Villarrín de Campos los palomares son abundantes, estén en ruinas o mejor conservados. Los tipos más comunes son los circulares con patio y los rectangulares sin patio.

## Servicios
- Área recreativa
- Campo de golf
- Centro de salud
- Estación de servicio/gasolinera
- Frontón
- Observatorio de aves
- Parque
- Piscina municipal
- Polideportivo municipal
- Residencia para la 3.ª edad
- Taller mecánico
- Bares restaurante
- Alojamientos rurales
- Farmacia
- Wifi gratuita en ayuntamiento, bares y alojamientos rurales
- Zonas habilitadas para comidas campestres, barbacoa
- Rutas de senderismo

## Hijos ilustres
- Miguel Alonso Gómez, musicólogo y compositor, uno de los representantes más cualificados de la Música Española Contemporánea.